# Емил Роберт Коен
Емил Роберт Коен /1951-2018/ е социолог, журналист, политически анализатор и последователен правозащитник, ярка личност на еврейската общност в България.

## Биография
Магистър по социология, изследовател, дълги години е преподавател по „Социология на религиите“ в Пловдивски университет „Паисий Хилендарски“. Специализира човешки права в „Utica College“, USA. Автор е на публикации в редица български и чужди издания, участвал е в множество изследвания, посветени на правата на човека: състоянието на етническата преса в България, оценка на състоянието на безработицата сред ромското население, характеристика и тенденции в междуетническите отношения в България, оценка на разпространението, четенето и влиянието на т.нар. „жълта преса“ в България и др. Работил е във в. „Континент“ и в Института за изследване на младежта.
Емил Коен е един от основателите на Български хелзинкски комитет и негов дългогодишен член. Повече от 20 години след 1993 г. работи в различни неправителствени правозащитни организации. Основател и ръководител е на правозащитната фондация „Толерантност“ /1994-2002/ , която защити много преследвани заради религиозните им убеждения хора по време на кампанията срещу т.нар. „секти“ през 1993-1998 г., включително и чрез дела пред ЕСПЧ в Страсбург. Бил е изпълнителен директор на неправителствената организация „Проект Права на човека“ /2002-2004/, старши изследовател, редактор и издател на електронния бюлетин „Правата на човека във фокус“ на БХК  /2008-2011/, председател на Сдружение „Маргиналия“/2014-2018/.
През 80-те години Емил Коен е активен член на т.нар. Марксов семинар  (Софийски университет), който се превърна не просто в институция на едно поколение в социологията, а на нова интелектуална нагласа към социологическата проблематизация на света. Член и участник е в дейността на Института за критически теории на свръхмодерността , основан през юли 2015 г.
От 2013 до 2018 г. Емил Коен е един от активните участници в гражданските протести в страната, а коментарите му за случващото се на улицата и в обществото имат последователи в социалните мрежи. В този период той е избран за председател на партия ДЕОС, създадена в социалните мрежи от участници в протестите срещу кабинета „Орешарски“, а след саморазпускането ѝ /15.04.2018/, е избран за председател на новосъздаденото гражданско сдружение „Либерални идеи за България и Европа“ (ЛИБЕ) , в което се влива най-активната част от състава на ДЕОС.
Посмъртно издадената му първа и единствена книга „Свободата на словото не може да се защити сама“ през 2019 г. е структурирана в 9 глави, в които текстовете съответстват на конкретни социални проблематики във фокуса на битката на автора за по-добър свят, независимо от хронологията на написването им и независимо кога и къде са били публикувани. Основният смисъл на събирането им в книга е да се проследи и усети собствената ценностна битка на един правозащитник срещу всички съвременни форми на тоталитаризъм и за една Европа като интеграционен проект.